# Arnoglossus thori
Arnoglossus thori is een straalvinnige vis uit de familie van botachtigen (Bothidae), orde platvissen (Pleuronectiformes), die voorkomt in de Middellandse Zee en in het oosten van de Atlantische Oceaan en.

## Beschrijving
Arnoglossus thori kan een lengte bereiken van 18 centimeter en kan maximaal 10 jaar oud worden. Zowel van de zijkant als van de bovenkant gezien heeft het lichaam van de vis een gedrongen vorm. De kop is min of meer recht. De ogen zijn normaal van vorm en zijn symmetrisch. De mond zit aan de bovenkant van de kop.
De vis heeft één rugvin met 81-91 vinstralen (geen stekels) en één aarsvin met 61-69 vinstralen.

## Leefwijze
Arnoglossus thori is een zoutwatervis die voorkomt in subtropische wateren. De soort is voornamelijk te vinden in zeeën en wateren met een zachte ondergrond op een diepte van 50 tot 300 meter.
Het dieet van de vis bestaat hoofdzakelijk uit macrofauna en vis.

## Relatie tot de mens
Arnoglossus thori is voor de visserij van beperkt commercieel belang. De soort staat niet op de Rode Lijst van de IUCN.